# Bucay
Bucay é um município de  quinta classe de renda municipal (d) na província Abra, nas Filipinas. De acordo com o censo de 1 de maio  de  2020 possui uma população de 17 953 pessoas e 4 339 domicílios.